# Прекласични период (Мезоамерика)
Прекласични период у Мезоамерици (шп. Período preclásico mesoamericano), период мезоамеричке историје од 2500. године пре нове ере до 200. године нове ере.

## Дефиниција
Почетак овог периода осцилује између 2500. и 2000. године пре нове ере, зависно од регије. Ову епоху одликује развој седелачких заједница, наглашен пораст становништва и интензиван развој пољопривреде. Народи који су проживели овај културни период израђивали су керамику и временом развили трговинску мрежу, занатство, монументалну архитектуру, скулптуре од камена, зидно сликарство и системе писања, као и календар. Један од најзначајнијих културних процеса прекласичног периода је појава градова. У овом периоду се јавила подела на градски и сеоски живот заснована на потрошњи, односно производњи намирница. Све то указује на на развој раслојених и земљопоседничких друштава са јаким религиозним уверењима, која су признавала власт владара и професионалних свештеника и имала комплексну организацију рада, иако нису познавала металургију и још увек су зависила од технологије млађег каменог доба. Ови процеси дешавали су се само у средишњем и јужном делу Мексика, као и у области Централне Америке између ушћа реке Монтагва у Хондурасу и језера Никарагва у Костарики. Та територија позната је као Средња Америка или Мезоамерика.

## Ране цивилизације Средње Америке
Са оснивањем земљорадничких сеоских заједница, најраније скупине насеобина појавиле су се у тропским низијама, од Мексичког залива до пацифичке обале данашње Гватемале. Захваљујући новим биљним културама и плоднијем земљишту, земљорадничка друштва су напредовала. Олмечка цивилизација, која се сматра прародитељском културом Средње Америке, настала је на обали Мексичког залива око 1500. године пре нове ере и као значајна култура опстала је све до 400. године пре нове ере. Олмечка цивилизација зачела је мезоамерички пантеон богова, створила краљеве и класно друштво, водила ратове, трговала са удаљеним крајевима и знатно утицала на друге културе. Олмеци су подигли сложене платформе и хумке, правили фину керамику, обрађивали драго камење, бавили се компликованом и реалистичком скулптуром у камену, изумели мезоамерички календар и слоговни систем писања. Нешто касније од олмечке, развиле су се културе и ране државе у долини Оашака, где су око 500. године пре нове ере Запотеци подигли град Монте Албан, који је доминирао овом облашћу преко 1.000 година. Даље ка југу, око 500. године пре нове ере појавио се Каминалхују, који је напуштен због ерупције оближњег вулкана око 250-200. године пре нове ере. На висијама јужно од Јукатана, још око 1000. године пре нове ере, почела је да се формира цивилизација Маја.